# Túlio Gadêlha
Túlio Gadêlha Sales de Melo (Recife, 12 de novembro de 1987) é um servidor público e político brasileiro. Filiado à Rede Sustentabilidade (REDE), exerce atualmente o cargo de deputado federal por Pernambuco.

## Biografia
Nascido em 1987, no Recife, Túlio Gadêlha é o terceiro dos quatro filhos dos servidores públicos Nádia Cristina Gadêlha Sales de Melo e Ricardo Cabral Sales de Melo. Apesar da origem recifense, ele, seus pais e seus irmãos Ricardo Gadêlha Cabral Sales de Melo Priori, Daniel Gadêlha Sales de Melo e Hélder Gadêlha Sales de Melo, passaram boa parte de sua infância morando no interior de Pernambuco, nas cidades de Bezerros e Camocim de São Félix, no agreste pernambucano.
Desde muito cedo atua politicamente pela educação, juventude e outras causas sociais. Iniciou sua militância no Movimento Estudantil Universitário.
Aos 19 anos, filia-se ao Partido Democrático Trabalhista (PDT) acreditando numa educação pública de qualidade, trabalho digno e justiça social. Em 2009, assume a coordenação da ULB (Universidade Leonel Brizola)  em Pernambuco. Aos 22 anos, torna-se Secretário de Formação e Presidente da Juventude Socialista em Pernambuco, posteriormente eleito Tesoureiro da Juventude Socialista do PDT no Brasil.
No ano de 2012, graduou-se em Direito pela UNICAP. Engajado nas causas do Recife e de Pernambuco, construiu uma carreira pública de destaque como Diretor-Presidente da Fundacentro, Postal Saúde e do ITERPE (Instituto de Terras e Reforma Agrária do Estado de Pernambuco).
Candidatou-se a vereador do Recife no ano de 2012, pleito no qual foi o candidato mais votado dentre os jovens que não vinham das tradicionais famílias políticas, conquistando 1.471 votos. Foi também candidato a Deputado Federal em 2014, mas não se elegeu. Em 2018, elegeu-se Deputado Federal por Pernambuco, com 75.642 votos.
Em 2020, figurou como um dos 20 melhores parlamentares da Câmara dos Deputados, de acordo com o Prêmio Congresso em Foco, portando o 18º lugar na premiação. O evento, ocorrido de maneira online, contou com participação recorde de 2 milhões de votos, além da participação de indicados pelo júri de jornalistas e pelo júri especializado para avaliação dos parlamentares. A votação foi realizada entre 17 e 31 de julho daquele ano. 
No ano de 2021, se desfiliou do PDT após mais de dez anos no partido migrando para o Rede Sustentabilidade (REDE). Sua filiação contou com nomes importantes do partido como Randolfe Rodrigues e Heloísa Helena.

### Vida pessoal
Desde novembro de 2017, namora a jornalista e apresentadora de televisão Fátima Bernardes.

## Desempenho em eleições
| Ano  | Eleição                | Partido | Candidato a      | Votos           | Resultado |
| ---- | ---------------------- | ------- | ---------------- | --------------- | --------- |
| 2012 | Municipal do Recife    | PDT     | Vereador         | 1.471 (0,18%)   | Suplente  |
| 2014 | Estadual em Pernambuco | PDT     | Deputado federal | 3.495 (0,08%)   | Suplente  |
| 2018 | Estadual em Pernambuco | PDT     | Deputado federal | 75.642 (1,91%)  | Eleito    |
| 2022 | Estadual em Pernambuco | REDE    | Deputado federal | 134.391 (2,69%) | Eleito    |